# Marlene Forte
Marlène Forte, de son vrai nom Ana Marlene Forte Machado, née à La Havane à Cuba en 1961, est une actrice et productrice américano-cubaine.

## Biographie
Elle est née à La Havane. Elle a joué dans beaucoup de films indépendants.

## Filmographie

### Cinéma
- 1998 : Rose Mafia (Mob Queen) de Jon Carnoy : Chica
- 2001 : Our Song : Pilar Brown
- 2001 : Reunion de Leif Tilden et Mark Poppi
- 2013 : Ghost Bastards (Putain de fantôme) (A Haunted House) de Michael Tiddes : Rosa
- 2020 : The Way Back de Gavin O'Connor

### Télévision
- 1996 : New York, police judiciaire : Sandra Pena  (Épisode 19, Saison 07)
- 1998 : New York, police judiciaire : Alicia Bowers  (Épisode 17, Saison 09)
- 2000 : Amy : Margaret Lopez (Épisode 02, Saison 02)
- 2000 : Associées pour la loi : Silvia Guerrero (Épisode pilote, Saison 02)
- 2000 : Mysterious Ways : Les Chemins de l'étrange : Gloria Capistrano (Épisode 14, Saison 01)
- 2000 : Walker, Texas Ranger : Elena Guerro (Épisode 11, Saison 09)
- 2000 : Ma famille d'abord : Rosa Lopez (Épisode Pilot, 10, Saison 01)
- 2001 : Preuve à l'appui : Gloria (Épisode Pilot, 2,3,5,7, Saison 01)
- 2002 : For the People : Marisol Martinez (Épisode 10,15, Saison 01)
- 2003 : Nip/Tuck : Miss Michaels (Épisode Pilot)
- 2003 : Une famille du tonnerre : Sylvia (Épisode 01, Saison 03)
- 2004 : Les Experts : Miami : Juge Veracruz (Épisode 02, Saison 03)
- 2005 : Bones : Ambassadrice Olivos (épisode 03, Saison 01)
- 2006 : À la Maison-Blanche : Agent spécial Linda(Épisode 20, Saison 07)
- 2006 : Windfall : Des dollars tombés du ciel : Mme Maduro (Épisode 10, Saison 01)
- 2006 : Jericho : Teresa Clemons(Pilot : non créditée)
- 2006 : The Unit : Commando d'élite : Maritza Calderon (Épisode 07, Saison 02)
- 2007 : Day Break : Mme Garza (Épisode 07,09,13, Saison 02)
- 2007 : Lost : Les Disparus : Détective Mason (Épisode 13, Saison 03)
- 2007 : Les Experts : Pamela Gentry  (Épisode 19, Saison 07)
- 2007 : Retour à Lincoln Heights : Mme le Maire Giselle Amezcua (Épisode 01, Saison 02)
- 2007 : Urgences : Mme Gonzalez (Épisode 01, Saison 14)
- 2008 : La Disparition de mon enfant (Little Girl Lost: The Delimar Vera Story) (TV) : Tatita
- 2008 : Cold Case : Affaires classées :  Yesenia Ramos (Épisode 02, Saison 06)
- 2008 - 2009 : Tyler Perry's House of Payne : Rosie Hernandez (Épisode 04,06,08,11,17,21,23 Saison 05)
- 2009 : My Last Day with You
- 2010 : Esprits criminels : Sheriff Ruiz (Épisode 19, Saison 05)
- 2010 : Community : Docteur Escodera (Épisode 24, Saison 01)
- 2010 : Past Life : Lucinda Morales  (Épisode 05, Saison 01)
- 2010 : Kenny Powers : Soledad  (Épisode 05, Saison 02)
- 2010 : The Whole Truth : Louisa Diaz   (Épisode 08, Saison 01)
- 2011 : Castle : Blanca (factrice) (Épisode 15, Saison 03)
- 2011 : Mentalist : Isabella Artega (Épisode 22, Saison 03)
- 2011 : Los Angeles, police judiciaire :  Inez Gomez (Épisode 22, Saison 01)
- 2011 - 2012 : Caribe Road: Capt. Garcia (Épisodes 01,02,03,04,05,10,11, Saison 01)
- 2012 - 2013 : Dallas: Carmen Ramos (Épisodes 01,04,05,06,09,10, Saison 01 et épisodes 01,03,08,10,13,14,15, Saison 02)
- 2012 - 2013 : La Vie secrète d'une ado ordinaire : Kathy's Grandmother (Épisode 05,07,14,18 Saison 05)
- 2016 : Fear The Walking Dead : Celia Flores (Saison 2, épisodes 4,6,7)
- 2023 : The Rookie : Karla Juarez (3 épisodes)